# 토벌

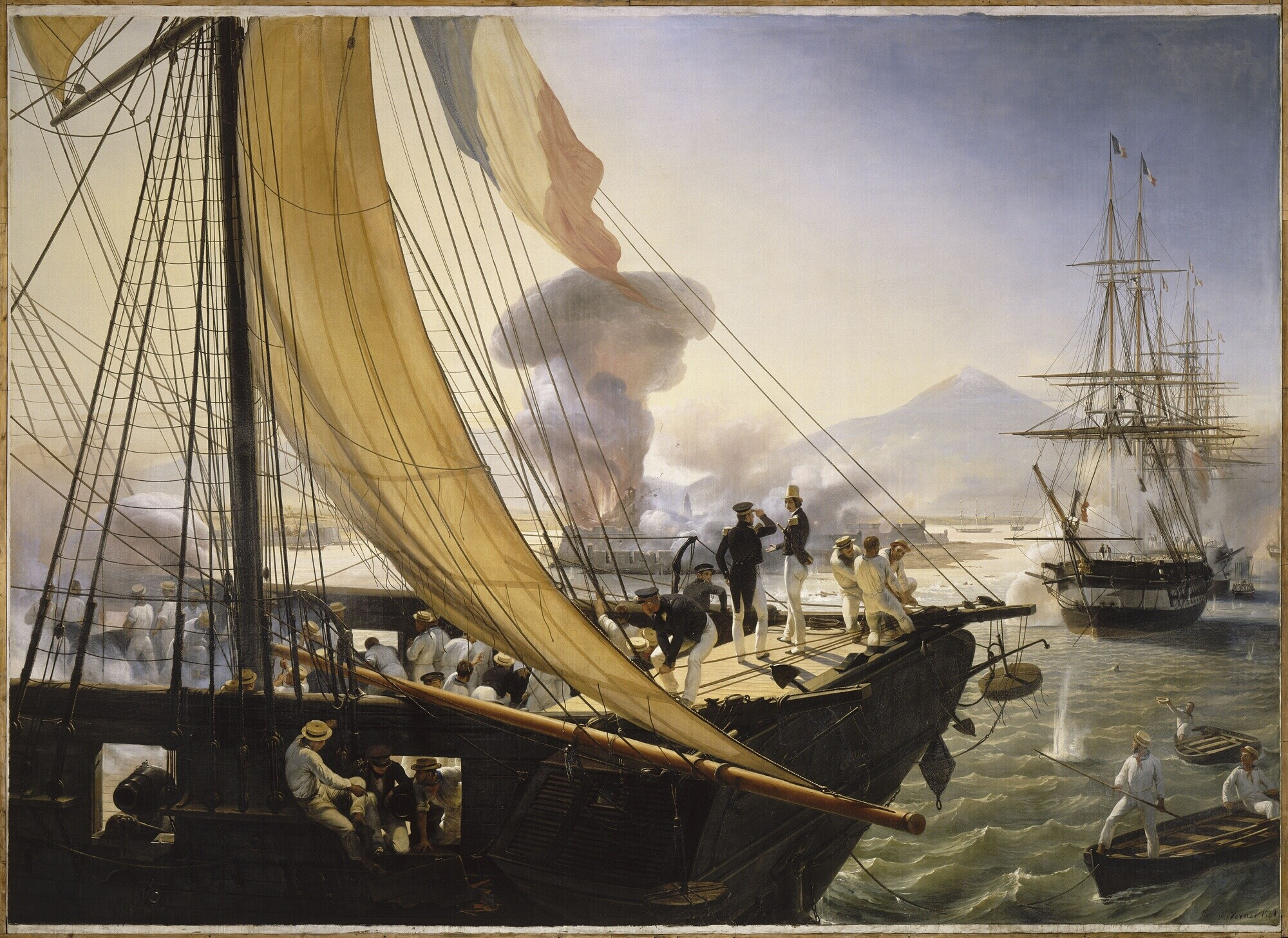
1838년 과자 전쟁 당시 멕시코에 쳐들어온 프랑스 토벌대.

토벌(討伐) 또는 정벌(征伐, punitive expedition)은 특정 사람 또는 세력에 대한 징벌적 원정 행위이다. 일반적으로 불복종 세력 또는 도덕적 불온세력에 대해 이루어지는 원정의 경우 토벌이라는 용어를 사용한다. 특히 19세기에 식민주의 열강들이 식민지의 독립운동과 같은 불온활동에 대한 토벌 행위를 자주 벌였다.